# Рокки, Ромен
Ромен Рокки (фр. Romain Rocchi; род. 2 октября 1981, Кавайон) — французский футболист, игравший на позиции полузащитника.

## Клубная карьера
Молодёжную карьеру провёл в «Канн», где и начал профессиональную карьеру в 2001 году. В 2002 году перешёл в «Пари Сен-Жермен», где принял участие в 25 матчей чемпионата. Сезон 2004/05 провёл в аренде в клубе «Бастия». С 2005 по 2008 года выступал за команду «Аяччо». Сезон 2010/11 провёл в израильском клубе «Хапоэль» (Тель-Авив). Следующие 2 сезона представлял цвета клуба «Арль-Авиньон». С 2013 по 2015 выступал за «Мец»